# Modunga
Modunga là một chi bướm đêm thuộc họ Erebidae.